# Nivea

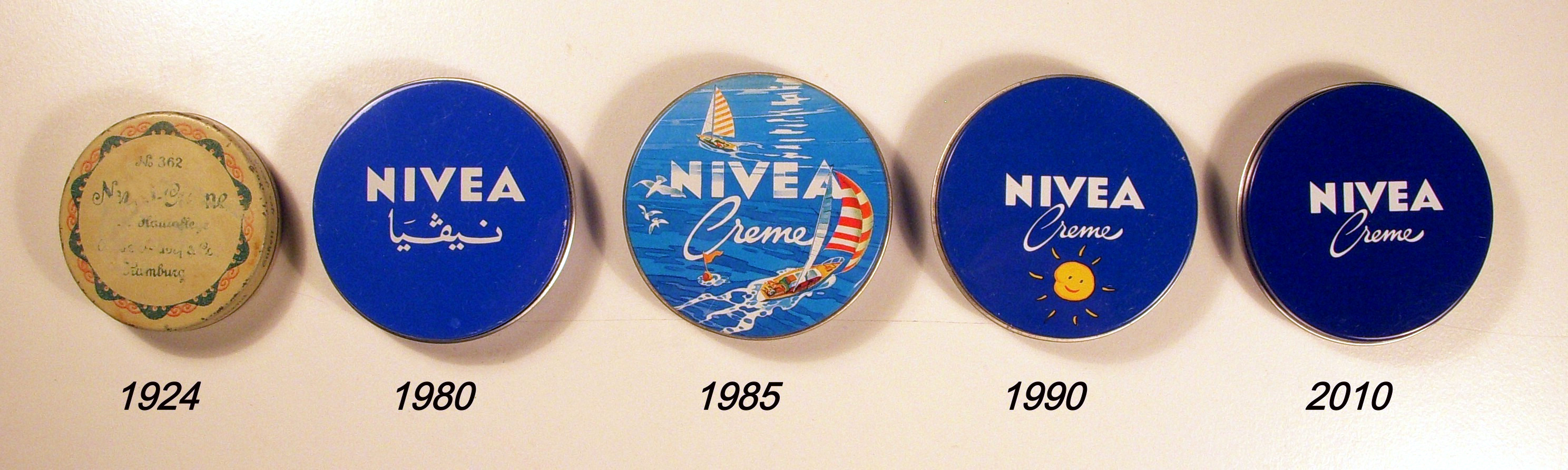
Nivea 1924-2010.

Nivea (pronunciació alemanya: [niˈveːa] ( escolteu-ho), estilitzat com a NIVEA) és una marca registrada de la companyia Beiersdorf AG d'Hamburg, Alemanya. És una empresa de productes cosmètics, fundada el 1911 per l'empresari Oskar Troplowitz, el químic Isaac Lifschütz i el dermatòleg Paul Gerson Unna, que foren els inventors de la primera crema hidratant de la història. És una gran marca mundialment dedicada a l'atenció de la pell i el cos.
El propietari de l'empresa, Oskar Troplowitz, va donar el nom de Nivea, de la paraula llatina niveus / nivea / niveum, és a dir, de color blanc com la neu.
La marca «Nivea» va ser expropiada en molts països després de la Segona Guerra Mundial. En l'actualitat, Nivea forma part d'una de les empreses multinacionals més grans del món, que comercialitza així els seus productes en al voltant de 150 països.
Durant la dècada de 1980, la marca es va impulsar a un ampli mercat mundial, mitjançant un procés d'internacionalització.